# Александровский (Здвинский район)
Александровский — упразднённый посёлок в Здвинском районе Новосибирской области. На момент упразднения входил в состав Верх-Каргатского сельсовета. Исключен из учётных данных в 1968 году.

## География
Посёлок располагался на востоке района, на правом берегу реки Каргат, в 7 км (по прямой) к северо-востоку от села Верх-Каргат.

## История
В 1928 году состоял из 68 хозяйств. В административном отношении входил в состав Кундранского сельсовета Убинского района Барабинского округа Сибирского края.
Упразднён в 1968 году.

## Население
По переписи 1926 г. в посёлке проживало 410 человек (198 мужчин и 212 женщин), основное население — украинцы